# Simia
Simia è uno dei quattro generi in cui Linneo divise l'ordine dei Primates nel suo Systema Naturae, nel 1758: i restanti tre erano Homo, Lemur e Vespertilio.
Il genere era un grande contenitore a cui il naturalista svedese ed i suoi accoliti ascrissero tutte le scimmie esistenti, esclusi l'uomo (Homo sapiens) e lo scimpanzé (Homo troglodytes): inizialmente Linneo era più propenso a classificare l'uomo come Simia, ma infine optò per una ridefinizione e l'ascrizione ad un proprio ordine al fine di evitare conflitti con le autorità religiose.

Considerando quindi la classificazione iniziale del genere secondo Linneo (Homo incluso in Simia), il genere era grossomodo l'equivalente all'attuale sottordine degli Haplorrhini.
Mentre i generi Homo, Lemur e Vespertilio sono sopravvissuti anche dopo le varie opere di riclassificazione tassonomica, Simia è invece stato soppresso ufficialmente nel 1929 dalla Commissione Internazionale di Nomenclatura Zoologica: rimane il genere Simias, contenente un'unica specie (rinopiteco di Pagai, Simias concolor).
| Nome originale                  | Genere attuale                                       | Nome comune                     |
| Simia syrichta                  | Carlito Groves & Shekelle, 2010                      | Tarsio delle Filippine          |
| Simia jacchus                   | Callithrix Erxleben, 1777                            | Uistitì                         |
| Simia rosalia                   | Leontopithecus Lesson, 1840                          | Scimmia leonina                 |
| Simia oedipus                   | Saguinus Hoffmannsegg, 1807                          | Edipomida edipo                 |
| Simia midas                     | Saguinus Hoffmannsegg, 1807                          | Tamarino dalle mani gialle      |
| Simia capucina                  | Cebus Erxleben, 1777                                 | Cebo cappuccino                 |
| Simia fatuella, Simia apella    | Cebus Erxleben, 1777                                 | Cebo bruno                      |
| Simia sciurea                   | Saimiri Voigt, 1831                                  | Scimmia scoiattolo              |
| Simia pithecia                  | Pithecia Desmarest, 1804                             | Pitecia                         |
| Simia belzebul                  | Alouatta Lacépède, 1799                              | Aluatta dalle mani rosse        |
| Simia seniculus                 | Alouatta Lacépède, 1799                              | Aluatta rossa                   |
| Simia paniscus                  | Ateles E. Geoffroy, 1806                             | Scimmia ragno                   |
| Simia lagotricha Humboldt, 1812 | Lagothrix E. Geoffroy, 1812                          | Scimmia lanosa                  |
| Simia aethiops                  | Chlorocebus Gray, 1870                               | Cercopiteco verde               |
| Simia sabacea                   | Chlorocebus Gray, 1870                               | Cercopiteco gialloverde         |
| Simia cephus                    | Cercopithecus Linneo, 1758 (come divisione di Simia) | Cefo                            |
| Simia diana, Simia faunus       | Cercopithecus Linneo, 1758                           | Cercopiteco diana               |
| Simia nictitans                 | Cercopithecus Linneo, 1758                           | Cercopiteco nasobianco maggiore |
| Simia nemestrina                | Macaca Lacépède, 1799                                | Macaco nemestrino               |
| Simia silenus                   | Macaca Lacépède, 1799                                | Sileno                          |
| Simia sylvanus, Simia inuus     | Macaca Lacépède, 1799                                | Bertuccia                       |
| Simia hamadryas                 | Papio Erxleben, 1777                                 | Amadriade                       |
| Simia cynocephalus              | Papio Erxleben, 1777                                 | Babbuino giallo                 |
| Simia sphinx, Simia maimon      | Mandrillus Ritgen, 1824                              | Mandrillo                       |